# 名古屋市立牧野小学校
名古屋市立牧野小学校（なごやしりつ まきのしょうがっこう）は、名古屋市中村区竹橋町にある公立小学校。

## 沿革
名古屋市中区米野町と牧野町を学区としていた米野尋常小学校の児童増加に対応するため、1927年（昭和2年）12月に牧野尋常高等小学校が設置された。校地は則武耕地整理組合地区内、米野町字牧野裏に取得された。
開校当初から高等科が併置されていたが、児童の急速な増加に対応するため、1940年（昭和15年）9月に中村区内の小学校高等科が集約されて豊国高等小学校が設置された。
太平洋戦争下の1944年（昭和19年）、名古屋市では学童疎開が勧奨された。牧野国民学校では8月12日に岐阜県羽島郡竹ヶ鼻町（約470名）、小熊村（27名）、福寿村（45名）、江吉良村（40名）へ集団疎開が行われた。帰郷は1945年11月24日と1946年3月10日の2度に分けて行われた。この間に行われた名古屋大空襲で校舎が被災しており、1945年3月19日に全焼した。当時の名古屋市では半数以上の小学校が同様に全焼し、戦後校舎を新築するまでは戦災を免れた校舎やその他の建物で二部教授を行うことで対処された。
学制改革により1947年（昭和22年）4月に新制小学校となった。同年10月に木造校舎が竣工した。その後も校舎の整備が行われており、1952年10月に鉄筋コンクリート造3階建ての校舎（北校舎）が、1960年3月に校歌で「白亜の学校」とうたわれる校舎が竣工した。

### 年表
- 1927年（昭和2年）
  - 4月 - 校舎起工[1]。当時の所在地表記は中区米野町字牧野裏[1]。
  - 10月25日 - 校舎竣工[1]。
  - 12月1日 - 牧野尋常高等小学校開校[1][7]。この日が創立年月日とされている[8]。
- 1937年（昭和12年）10月1日 - 名古屋市の中村区新設により、所在地表記が中村区米野町字牧野裏となる[9]。
- 1940年（昭和15年）
  - 5月 - 名古屋市の竹橋町新設により、所在地表記が中村区竹橋町1丁目17となる[1][10][11]。
  - 9月 - 高等科を豊国高等小学校に分離、牧野尋常小学校となる[1]。
- 1941年（昭和16年）4月1日 - 国民学校令施行により、牧野国民学校となる[12]。
- 1944年（昭和19年）8月12日 - 岐阜県羽島郡への集団疎開出発[4]。
- 1945年（昭和20年）
  - 3月19日 - 名古屋大空襲により校舎全焼[5]。
  - 11月24日 - 集団疎開第1次帰郷[4]。
- 1946年3月10日 - 集団疎開第2次帰郷[4]。
- 1947年（昭和22年）
  - 4月1日 - 学校教育法により、名古屋市立牧野小学校となる[6]。
  - 10月4日 - 木造校舎竣工[7]。
- 1952年（昭和27年）10月10日 - 鉄筋コンクリート造り3階建て校舎竣工[7]。
- 1960年（昭和35年）3月12日 - 校舎増築完成[7]。
- 1965年（昭和40年） - 体育館兼講堂・プール落成[13]。
- 1968年（昭和43年） - 順次全教室に集団反応分析装置を設置[14][7]。
- 1974年（昭和49年）
  - 4月 - 言語障害・難聴のある児童を対象とした通級指導学級を設置[15]。
  - 8月 - 駅西地区での住居表示実施により、所在地表記が中村区竹橋町3番4号となる[16]。
- 1987年（昭和62年）度 - 校舎改修[17]。余剰教室をコンピュータルーム・多目的ルームに転換[17]。
- 1993年（平成5年）度
  - 通級指導学級を通級指導教室に改称[15]。
  - 気象衛星ひまわりの直接受信設備・メディアルームを設置[15]。
- 1996年（平成8年）度 - インターネット接続環境を整備[15]。
- 2007年（平成19年）度 - 前年度から実施した西校舎・北校舎の耐震補強工事を完了[18]。
- 2009年（平成21年） - 特別支援学級を開設[8]。2012年にも開設している[8]。

### 児童数の変遷
『愛知県小中学校誌』によると、児童数の変遷は以下の通りである。
| 1947年（昭和22年） | 1,210人 |  |
| 1957年（昭和32年） | 1,924人 |  |
| 1967年（昭和42年） | 1,227人 |  |
| 1977年（昭和52年） | 731人   |  |
| 1987年（昭和62年） | 455人   |  |
| 1997年（平成9年）  | 233人   |  |
| 2007年（平成19年） | 274人   |  |
| 2017年（平成29年） | 188人   |  |

## 通学区域
所管する名古屋市教育委員会は、2019年（令和元年）9月1日現在、中村区のうち、上米野町1丁目・太閤通3丁目から同4丁目・西米野町1丁目・若宮町の全域および黄金通1丁目から同7丁目・太閤一丁目・太閤三丁目・太閤四丁目・太閤五丁目・竹橋町・椿町・則武二丁目・則武本通3丁目・名楽町1丁目の各一部を通学区域として指定している。
また、卒業後の進学先は名古屋市立黄金中学校となっている。

### WEB
1. ↑  名古屋市教育委員会事務局総務部教育環境計画室計画係 (2019年9月1日). “名古屋市立小・中学校の通学区域一覧（中村区）” (PDF).   名古屋市. 2020年9月29日閲覧。
2. ↑  名古屋市教育委員会事務局総務部教育環境計画室計画係 (2018年4月1日). “名古屋市立中学校区一覧（小→中）” (PDF).   名古屋市. 2020年9月29日閲覧。

### 書籍
1. 1 2 3 4 5 6 7 8  鷲尾重一 1944, p. 229.
2. ↑  名古屋市役所 1929, p. 41.
3. ↑  中村区制十五周年記念協賛会 1953, pp. 235–236.
4. 1 2 3 4 5 6  中村区制十五周年記念協賛会 1953, pp. 238–244.
5. 1 2 3  中村区制十五周年記念協賛会 1953, pp. 244–246.
6. 1 2  中村区制十五周年記念協賛会 1953, pp. 247–248.
7. 1 2 3 4 5 6 7  中村区制施行50周年記念事業実行委員会記念誌編集委員会 1987, p. 96.
8. 1 2 3 4  『愛知県小中学校誌』 2018, p. 195.
9. ↑  中村区制十五周年記念協賛会 1953, pp. 114–116.
10. ↑  寮金吉 1954, p. 198.
11. ↑  中村区制施行50周年記念事業実行委員会記念誌編集委員会 1987, pp. 435–436.
12. ↑  中村区制十五周年記念協賛会 1953, p. 237.
13. ↑  『愛知県小中学校誌』 1968, p. 216.
14. ↑  『愛知県小中学校誌』 1978, p. 236.
15. 1 2 3 4  『愛知県小中学校誌』 1998, p. 308.
16. ↑  中村区制施行50周年記念事業実行委員会記念誌編集委員会 1987, pp. 96, 400, 425.
17. 1 2  『愛知県小中学校誌』 1988, p. 273.
18. ↑  『愛知県小中学校誌』 2008, p. 347.